# 長身遊鰾條鰍
長身遊鰾條鰍（學名：Physoschistura elongata），為輻鰭魚綱鯉形目條鰍科遊鰾條鰍屬的其中一種。被IUCN列為易危保育類動物，分布於亞洲印度淡水流域，體長可達5公分，棲息在礫石底質的湖泊底層水域，生活習性不明。

## 扩展阅读
維基物種上的相關：長身遊鰾條鰍